# Калімуллін Барий Гібатович
Барий Гібатович Калімуллін (башк. Барый Ғибәт улы Ҡәлимуллин; 10 квітня 1907, с. Дуван-Мечетліно Златоустівського повіту Уфимської губернії, нині Мечетлінського району Республіки Башкортостан, — 21 липня 1989, Уфа) — радянський архітектор, педагог, громадський діяч. Член-кореспондент Академії будівництва і архітектури СРСР (1957), доктор мистецтвознавства (1976), професор (1976). Заслужений архітектор РРФСР (1976), заслужений діяч мистецтв Башкирської АРСР (1947). Член Союзу архітекторів (СА) СРСР з 1935 року.

## Біографія
Закінчив Новосибірський інженерно-будівельний інститут ім. В. В. Куйбишева (1935). У 1935-51 рр. очолював сектор планування міст в тресті «Башпрогор», нині інститут «Башкиргражданпроект». У 1951—1963 старший науковий співробітник Інституту історії, мови і літератури БФ АН СРСР. З 1966 завідувач кафедри архітектури в Казанському інженерно-будівельному інституті, в 1971-87 в Уфимському нафтовому інституті, де з його ініціативи на інженерно-будівельному факультеті в 1977 відкрилася спеціальність «Архітектура».

## Творчість
Основоположник наукових досліджень у сфері містобудування в республіці, башкирського народного зодчества, планування сіл. Один з організаторів і перший голова Спілки архітекторів Республіки Башкортостан, яку очолював близько 30 років.

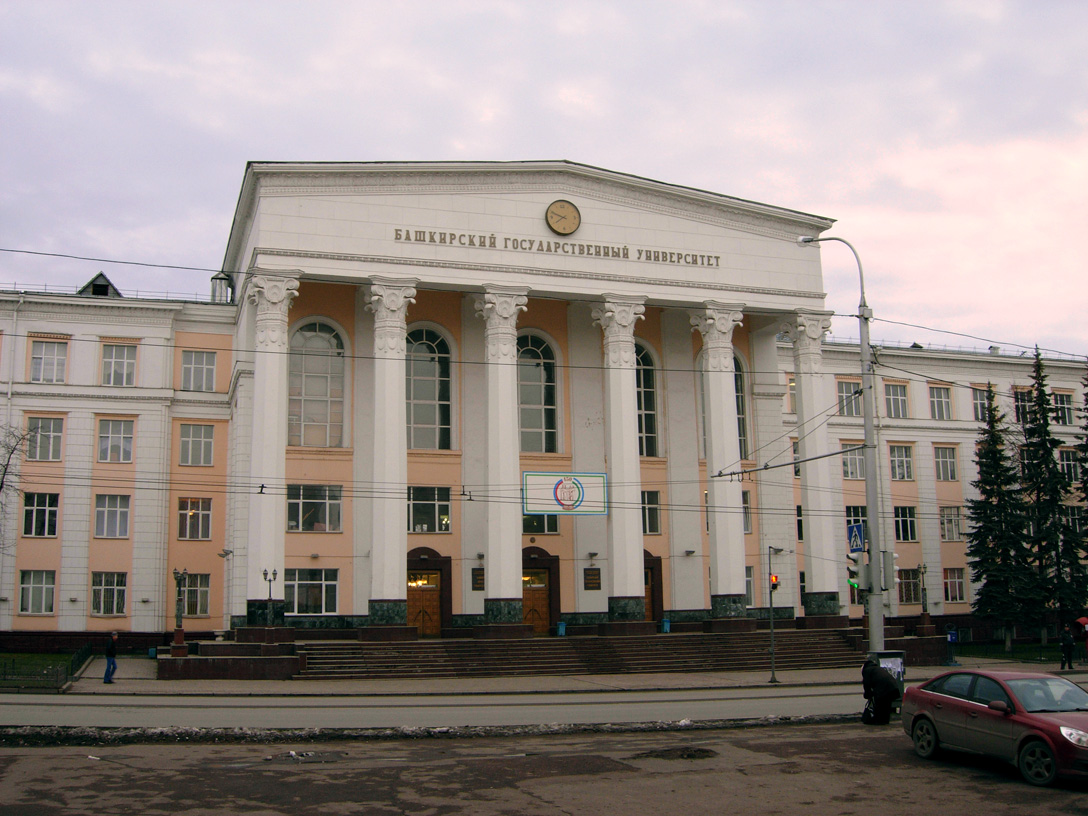
Проект Бария Калімулліна — головна будівля БашДУ

Автор (у співавторстві) проектів громадських будівель в Уфі: Наркомлегпром (1936—1937, нині 3-й корпус Башкирського державного педагогічного інституту), головний корпус Башкирського державного педагогічного інституту імені К. А. Тімірязєва (1950, нині головний корпус Башкирського державного університету), Будинок Рад (1950, нині головний корпус Уфимського авіаційного технічного університету); брав участь у розробці генеральних планів міст Ішимбая (1939), Баймака (1940), Стерлітамака (1942—1946) і Бєлорєцька (1939). Автор 10 монографій.

## Нагороди
Нагороджений орденом Трудового Червоного Прапора (1949).

## Твори
- Калимуллин Б. Г., Салават. Планировка и застройка города, ред. Н. А. Пекарева ; Академия строительства и архитектуры. СССР М. Госстройиздат, 1962. 60 с.
- Планировка и застройка башкирских деревень. Уфа, 1959;
- Башкирское народное зодчество. Уфа, 1978;
- Деревянная резьба в народной архитектуре Башкирии. Уфа, 1984.